# Agapetus slavorum
Agapetus slavorum là một loài Trichoptera trong họ Glossosomatidae. Chúng phân bố ở miền Cổ bắc.